# ファン・ゴッホ (小惑星)
ファン・ゴッホ (4457 van Gogh) は、小惑星帯にある小惑星。エリック・エルストがオート＝プロヴァンス天文台で発見した。
オランダの画家フィンセント・ファン・ゴッホにちなんで名付けられた。